# ImageMagick
ImageMagick is een softwarebibliotheek met commandoregelinterface voor digitale beeldbewerking van rasterafbeeldingen. De meegeleverde commando's zijn dus grafische programma's.

## Algemeen
Een van de programma's, display, is een zeer eenvoudige viewer voor zulke beeldbestanden (alleen voor X). De andere zijn bedoeld voor batchgebruik: identify schrijft informatie over afbeeldingen uit, bijvoorbeeld de afmetingen; de andere programma's, zoals convert, mogrify, montage en animate, voeren op de commandoregel gespecificeerde beeldbewerkingen uit op een of meer meegegeven bestanden, en schrijven de resultaten weg naar een of meer, mogelijk dezelfde bestanden.
Voorbeelden van ondersteunde bewerkingen zijn: verkleining, vergroting, spiegeling, draaiing en andere transformaties; bekende effecten zoals aanscherping, randherkenning, het "olieverfeffect", enzovoorts; zwart-wit maken, kleurreductie, gammacorrectie en allerlei andere kleurveranderingen; knippen en monteren van plaatjes; animaties maken; een schermafbeelding maken; conversie tussen allerlei bestandsformaten.
De bewerkingen werken op bitmaps: bewerkingen op vectorafbeeldingen worden niet ondersteund, al kan ImageMagick wel converteren naar bestandformaten die eigenlijk voor vector graphics bedoeld zijn, zoals SVG en PDF.
De programma's zijn gebaseerd op de gemeenschappelijke ImageMagick-library, die ook direct aanspreekbaar is gemaakt vanuit diverse programmeertalen, waaronder C, C++, Perl, PHP en Python.

## Gebruik op websites
ImageMagick kan onder andere op een website gebruikt worden om afbeeldingen naargelang van wat de gebruiker nodig heeft "on the fly" te vergroten of te verkleinen. Op deze manier is het niet langer noodzakelijk om dezelfde afbeelding in diverse afmetingen op de webserver te plaatsen. Een van de websites die hiervoor ImageMagick gebruikt is Wikipedia.
Hierbij moet in het achterhoofd gehouden worden dat ImageMagick in het algemeen weinig zuinig omspringt met processortijd en werkgeheugen; dit kan een reden zijn om liever een alternatief te gebruiken zoals GD of netpbm. Dit bezwaar geldt in nog sterkere mate als aanroepen van de ImageMagick-programma's worden gebruikt in plaats van direct met de ImageMagick-library te werken.

## Beschikbaarheid
De ImageMagick-software is ontwikkeld door John Cristy van DuPont. Het is opensourcesoftware, die, met inachtneming van enkele zeer liberale voorwaarden, vrij gebruikt en/of gewijzigd mag worden; de rechten berusten tegenwoordig bij een speciaal opgerichte bv.